# Natasha Zvereva
Pour les articles homonymes, voir Zvereva.
Natalya Zvereva (également écrit Natalia Zvereva), généralement appelée Natasha Zvereva, est une joueuse de tennis soviétique puis biélorusse, née le 16 avril 1971 à Minsk.
Elle est l'une des meilleures spécialistes de double de l'histoire de son sport : no 1 mondiale de la spécialité pour la première fois en octobre 1991, elle a remporté 80 titres en double dames sur le circuit principal, dont 18 titres du Grand Chelem et 3 Masters, ainsi qu'une médaille de bronze olympique, atteignant également 49 autres finales (dont 13 en Grand Chelem et 3 aux Masters). Elle a notamment remporté ces titres avec l'Américaine Gigi Fernández mais aussi avec diverses partenaires, dont les plus courantes sont la Lettone Larisa Savchenko-Neiland et l'Américaine Lindsay Davenport. Elle a aussi joué deux finales en Coupe de la Fédération avec l'équipe soviétique. En outre, elle a remporté 2 titres du Grand Chelem en double mixte et atteint 2 autres finales dans cette spécialité.
En simple, elle occupe la 5e place mondiale en 1989, remporte 4 tournois WTA et atteint 15 autres finales dont celle de Roland-Garros 1988, qui reste la finale de Grand Chelem la plus rapide de l'histoire du tennis (34 minutes). Par la suite, elle atteint au moins une fois les quarts de finale dans chacun des tournois du Grand Chelem et parvient une fois en demi-finale, à Wimbledon en 1998.

## Carrière tennistique
Championne du monde junior en simple filles en 1987, elle fait ses débuts professionnels l'année suivante et atteint, à 17 ans, la finale à Roland-Garros. Très angoissée, elle perd tous ses moyens contre Steffi Graf, se voyant infliger, en 34 minutes, un retentissant double 6-0. Pendant sa carrière sur le circuit WTA, elle gagne ensuite quatre titres en simple mais elle se concentre progressivement sur le double.
En effet, c'est essentiellement en double dames que Natasha Zvereva fait montre de tous ses talents, décrochant 80 titres dans cette discipline, dont 18 dans les tournois du Grand Chelem : six à Roland-Garros, cinq à Wimbledon, quatre à l'US Open et trois à l'Open d'Australie. S'ajoutent aussi deux titres en double mixte à l'Open d'Australie, soit un total de 20 titres du Grand Chelem.
Numéro un mondiale de la discipline pendant 124 semaines cumulées, elle forme avec Gigi Fernández la seconde meilleure équipe de tous les temps derrière le tandem Navrátilová-Shriver, réalisant à ses côtés trois petits Chelems consécutifs entre 1992 et 1994. Natasha Zvereva remporte également des titres avec d'autres partenaires, dont 17 avec Larisa Savchenko-Neiland (dont 2 en Grand Chelem) et 10 avec Lindsay Davenport.
Natasha Zvereva dispute son dernier tournoi professionnel en 2002.

## Palmarès

### Titres en simple dames (4)
| No | Date       | Nom et lieu du tournoi                      | Catégorie | Dotation  | Surface         | Finaliste        | Score         |          |
| -- | ---------- | ------------------------------------------- | --------- | --------- | --------------- | ---------------- | ------------- | -------- |
| 1  | 01-01-1990 | Danone Open, Brisbane                       | Tier IV   | 150 000 $ | Dur (ext.)      | Rachel McQuillan | 6-4, 6-0      | Parcours |
| 2  | 08-01-1990 | Holden NSW Open, Sydney                     | Tier III  | 225 000 $ | Dur (ext.)      | Barbara Paulus   | 4-6, 6-1, 6-3 | Parcours |
| 3  | 07-02-1994 | Virginia Slims of Chicago, Chicago          | Tier II   | 400 000 $ | Moquette (int.) | Chanda Rubin     | 6-3, 7-5      | Parcours |
| 4  | 14-06-1999 | Direct Line Int’l Championships, Eastbourne | Tier II   | 520 000 $ | Gazon (ext.)    | Nathalie Tauziat | 0-6, 7-5, 6-3 | Parcours |

### Finales en simple dames (15)
| No | Date       | Nom et lieu du tournoi                     | Catégorie | Dotation    | Surface         | Vainqueure          | Score         |          |
| -- | ---------- | ------------------------------------------ | --------- | ----------- | --------------- | ------------------- | ------------- | -------- |
| 1  | 03-11-1986 | Virginia Slims of Arkansas, Little Rock    |           | 75 000 $    | Moquette (int.) | Kathy Rinaldi       | 6-4, 6-7, 6-0 | Parcours |
| 2  | 02-11-1987 | Virginia Slims of Arkansas, Little Rock    |           | 75 000 $    | Dur (ext.)      | Sandra Cecchini     | 0-6, 6-1, 6-3 | Parcours |
| 3  | 09-11-1987 | Virginia Slims of Chicago, Chicago         |           | 150 000 $   | Moquette (int.) | Martina Navrátilová | 6-1, 6-2      | Parcours |
| 4  | 23-05-1988 | Roland-Garros, Paris                       | G. Chelem | 1 488 000 $ | Terre (ext.)    | Steffi Graf         | 6-0, 6-0      | Parcours |
| 5  | 13-06-1988 | Pilkington Glass Championships, Eastbourne | Tier III  | 250 000 $   | Gazon (ext.)    | Martina Navrátilová | 6-2, 6-2      | Parcours |
| 6  | 15-08-1988 | Player’s Canadian Open, Montréal           | Tier II   | 300 000 $   | Dur (ext.)      | Gabriela Sabatini   | 6-1, 6-2      | Parcours |
| 7  | 31-10-1988 | Virginia Slims of New England, Worcester   | Tier II   | 300 000 $   | Moquette (int.) | Martina Navrátilová | 6-7, 6-4, 6-3 | Parcours |
| 8  | 03-04-1989 | Family Circle Mag. Cup, Hilton Head        | Tier II   | 300 000 $   | Terre (ext.)    | Steffi Graf         | 6-1, 6-1      | Parcours |
| 9  | 09-10-1989 | Moscow Open, Moscou                        | Tier V    | 100 000 $   | Moquette (int.) | Gretchen Magers     | 6-3, 6-4      | Parcours |
| 10 | 10-06-1991 | Dow Classic, Birmingham                    | Tier IV   | 150 000 $   | Gazon (ext.)    | Martina Navrátilová | 6-4, 7-6      | Parcours |
| 11 | 11-10-1993 | Porsche Tennis GP, Filderstadt             | Tier II   | 375 000 $   | Dur (int.)      | Mary Pierce         | 6-3, 6-3      | Parcours |
| 12 | 11-03-1994 | The Lipton Championships, Miami            | Tier I    | 1 000 000 $ | Dur (ext.)      | Steffi Graf         | 4-6, 6-1, 6-2 | Parcours |
| 13 | 28-03-1994 | Family Circle Mag. Cup XXII, Hilton Head   | Tier I    | 750 000 $   | Terre (ext.)    | Conchita Martínez   | 6-4, 6-0      | Parcours |
| 14 | 03-10-1994 | European Indoors, Zurich                   | Tier I    | 750 000 $   | Moquette (int.) | Magdalena Maleeva   | 7-5, 3-6, 6-4 | Parcours |
| 15 | 27-02-1995 | State Farm Evert Cup, Indian Wells         | Tier II   | 430 000 $   | Dur (ext.)      | Mary Joe Fernández  | 6-4, 6-3      | Parcours |

### Titres en double dames (80)
| No | Date       | Nom et lieu du tournoi                        | Catégorie | Dotation    | Surface         | Partenaire           | Finalistes                                | Score          |          |
| -- | ---------- | --------------------------------------------- | --------- | ----------- | --------------- | -------------------- | ----------------------------------------- | -------------- | -------- |
| 1  | 06-06-1988 | Dow Chemical Classic Birmingham               | Tier V    | 150 000 $   | Gazon (ext.)    | Larisa Savchenko     | Leila Meskhi Svetlana Parkhomenko         | 6-4, 6-1       | Parcours |
| 2  | 24-10-1988 | Virginia Slims of Indianapolis Indianapolis   | Tier V    | 100 000 $   | Dur (int.)      | Larisa Savchenko     | Katrina Adams Zina Garrison               | 6-2, 6-1       | Parcours |
| 3  | 10-04-1989 | Bausch & Lomb Championships Amelia Island     | Tier II   | 300 000 $   | Terre (ext.)    | Larisa Savchenko     | Martina Navrátilová Pam Shriver           | 7-6, 2-6, 6-1  | Parcours |
| 4  | 29-05-1989 | Roland-Garros Paris                           | G. Chelem | 1 875 000 $ | Terre (ext.)    | Larisa Savchenko     | Steffi Graf Gabriela Sabatini             | 6-4, 6-4       | Parcours |
| 5  | 12-06-1989 | Dow Classic Birmingham                        | Tier V    | 150 000 $   | Gazon (ext.)    | Larisa Savchenko     | Meredith McGrath Pam Shriver              | 7-5, 5-7, 6-0  | Parcours |
| 6  | 09-10-1989 | Moscow Open Moscou                            | Tier V    | 100 000 $   | Moquette (int.) | Larisa Savchenko     | Nathalie Herreman Catherine Suire         | 6-3, 6-4       | Parcours |
| 7  | 06-11-1989 | Virginia Slims of Chicago Chicago             | Tier III  | 250 000 $   | Moquette (int.) | Larisa Savchenko     | Jana Novotná Helena Suková                | 6-3, 2-6, 6-3  | Parcours |
| 8  | 11-06-1990 | Dow Classic Birmingham                        | Tier IV   | 150 000 $   | Gazon (ext.)    | Larisa Neiland       | Lise Gregory Gretchen Magers              | 3-6, 6-3, 6-3  | Parcours |
| 9  | 18-06-1990 | Pilkington Glass Championships Eastbourne     | Tier II   | 350 000 $   | Gazon (ext.)    | Larisa Neiland       | Patty Fendick Zina Garrison               | 6-4, 6-3       | Parcours |
| 10 | 12-09-1990 | World Doubles Championships Orlando           |           | 175 000 $   | Moquette (int.) | Larisa Neiland       | Manon Bollegraf Meredith McGrath          | 6-4, 6-1       | Parcours |
| 11 | 04-03-1991 | Virginia Slims of Florida Boca Raton          | Tier I    | 500 000 $   | Dur (ext.)      | Larisa Neiland       | Meredith McGrath Anne Smith               | 6-4, 7-6       | Parcours |
| 12 | 01-04-1991 | Family Circle Mag. Cup Hilton Head            | Tier I    | 500 000 $   | Terre (ext.)    | Claudia Kohde-Kilsch | Mary Lou Daniels Lise Gregory             | 6-4, 6-0       | Parcours |
| 13 | 13-05-1991 | Lufthansa Cup German Open Berlin              | Tier I    | 500 000 $   | Terre (ext.)    | Larisa Neiland       | Nicole Provis Elna Reinach                | 6-3, 6-3       | Parcours |
| 14 | 17-06-1991 | Pilkington Glass Championships Eastbourne     | Tier II   | 350 000 $   | Gazon (ext.)    | Larisa Neiland       | Gigi Fernández Jana Novotná               | 2-6, 6-4, 6-4  | Parcours |
| 15 | 24-06-1991 | The Championships Wimbledon                   | G. Chelem | 2 728 856 $ | Gazon (ext.)    | Larisa Neiland       | Gigi Fernández Jana Novotná               | 6-4, 3-6, 6-4  | Parcours |
| 16 | 05-08-1991 | Canadian Open Toronto                         | Tier I    | 500 000 $   | Dur (ext.)      | Larisa Neiland       | Claudia Kohde-Kilsch Helena Suková        | 1-6, 7-5, 6-2  | Parcours |
| 17 | 12-08-1991 | Virginia Slims of Los Angeles Manhattan Beach | Tier II   | 350 000 $   | Dur (ext.)      | Larisa Neiland       | Gretchen Magers Robin White               | 6-1, 2-6, 6-2  | Parcours |
| 18 | 26-08-1991 | US Open Flushing Meadows                      | G. Chelem | 2 700 000 $ | Dur (ext.)      | Pam Shriver          | Jana Novotná Larisa Neiland               | 6-4, 4-6, 7-65 | Parcours |
| 19 | 22-10-1991 | Midland Bank Championships Brighton           | Tier II   | 350 000 $   | Moquette (int.) | Pam Shriver          | Zina Garrison Lori McNeil                 | 6-1, 6-2       | Parcours |
| 20 | 02-03-1992 | Virginia Slims of Florida Boca Raton          | Tier I    | 550 000 $   | Dur (ext.)      | Larisa Neiland       | Linda Wild Conchita Martínez              | 6-2, 6-2       | Parcours |
| 21 | 30-03-1992 | Family Circle Mag. Cup Hilton Head            | Tier I    | 550 000 $   | Terre (ext.)    | Arantxa Sánchez      | Jana Novotná Larisa Neiland               | 6-4, 6-2       | Parcours |
| 22 | 06-04-1992 | Bausch & Lomb Championships Amelia Island     | Tier II   | 350 000 $   | Terre (ext.)    | Arantxa Sánchez      | Zina Garrison Jana Novotná                | 6-1, 6-0       | Parcours |
| 23 | 25-05-1992 | Roland-Garros Paris                           | G. Chelem | 3 277 836 $ | Terre (ext.)    | Gigi Fernández       | Conchita Martínez Arantxa Sánchez         | 6-3, 6-2       | Parcours |
| 24 | 22-06-1992 | The Championships Wimbledon                   | G. Chelem | 3 000 000 $ | Gazon (ext.)    | Gigi Fernández       | Jana Novotná Larisa Neiland               | 6-4, 6-1       | Parcours |
| 25 | 31-08-1992 | US Open Flushing Meadows                      | G. Chelem | 3 734 850 $ | Dur (ext.)      | Gigi Fernández       | Jana Novotná Larisa Neiland               | 7-64, 6-1      | Parcours |
| 26 | 05-10-1992 | European Indoors Zurich                       | Tier II   | 350 000 $   | Moquette (int.) | Helena Suková        | Martina Navrátilová Pam Shriver           | 7-6, 6-4       | Parcours |
| 27 | 02-11-1992 | Bank of the West Classic Oakland              | Tier II   | 350 000 $   | Moquette (int.) | Gigi Fernández       | Rosalyn Fairbank-Nideffer Gretchen Magers | 3-6, 6-2, 6-4  | Parcours |
| 28 | 09-11-1992 | Virginia Slims of Philadelphia Philadelphie   | Tier II   | 350 000 $   | Moquette (int.) | Gigi Fernández       | Conchita Martínez Mary Pierce             | 6-1, 6-3       | Parcours |
| 29 | 18-01-1993 | Ford Australian Open Melbourne                | G. Chelem | 2 400 000 $ | Dur (ext.)      | Gigi Fernández       | Pam Shriver Elizabeth Smylie              | 6-4, 6-3       | Parcours |
| 30 | 01-03-1993 | Virginia Slims of Florida Delray Beach        | Tier II   | 375 000 $   | Dur (ext.)      | Gigi Fernández       | Larisa Neiland Jana Novotná               | 6-2, 6-2       | Parcours |
| 31 | 25-03-1993 | Light n’ Lively Doubles Wesley Chapel         |           | 175 000 $   | Terre (ext.)    | Gigi Fernández       | Larisa Neiland Arantxa Sánchez            | 7-5, 6-3       | Parcours |
| 32 | 29-03-1993 | Family Circle Mag. Cup XXI Hilton Head        | Tier I    | 750 000 $   | Terre (ext.)    | Gigi Fernández       | Katrina Adams Manon Bollegraf             | 6-3, 6-1       | Parcours |
| 33 | 10-05-1993 | German Open Berlin                            | Tier I    | 750 000 $   | Terre (ext.)    | Gigi Fernández       | Debbie Graham Brenda Schultz              | 6-1, 6-3       | Parcours |
| 34 | 24-05-1993 | Roland-Garros Paris                           | G. Chelem | 3 456 143 $ | Terre (ext.)    | Gigi Fernández       | Larisa Neiland Jana Novotná               | 6-3, 7-5       | Parcours |
| 35 | 14-06-1993 | Volkswagen Cup Eastbourne                     | Tier II   | 375 000 $   | Gazon (ext.)    | Gigi Fernández       | Larisa Neiland Jana Novotná               | 2-6, 7-5, 6-1  | Parcours |
| 36 | 21-06-1993 | The Championships Wimbledon                   | G. Chelem | 3 312 302 $ | Gazon (ext.)    | Gigi Fernández       | Larisa Neiland Jana Novotná               | 6-4, 6-7, 6-4  | Parcours |
| 37 | 27-09-1993 | Volkswagen Cup Leipzig                        | Tier II   | 375 000 $   | Moquette (int.) | Gigi Fernández       | Larisa Neiland Jana Novotná               | 6-3, 6-2       | Parcours |
| 38 | 11-10-1993 | Porsche Tennis GP Filderstadt                 | Tier II   | 375 000 $   | Dur (int.)      | Gigi Fernández       | Patty Fendick Martina Navrátilová         | 7-6, 6-4       | Parcours |
| 39 | 15-11-1993 | Virginia Slims Championships New York         | Masters   | 3 708 500 $ | Moquette (int.) | Gigi Fernández       | Larisa Neiland Jana Novotná               | 6-3, 7-5       | Parcours |
| 40 | 17-01-1994 | Ford Australian Open Melbourne                | G. Chelem | 2 426 000 $ | Dur (ext.)      | Gigi Fernández       | Patty Fendick Meredith McGrath            | 6-3, 4-6, 6-4  | Parcours |
| 41 | 07-02-1994 | Virginia Slims of Chicago Chicago             | Tier II   | 400 000 $   | Moquette (int.) | Gigi Fernández       | Manon Bollegraf Martina Navrátilová       | 6-3, 3-6, 6-4  | Parcours |
| 42 | 11-03-1994 | The Lipton Championships Miami                | Tier I    | 1 000 000 $ | Dur (ext.)      | Gigi Fernández       | Patty Fendick Meredith McGrath            | 6-3, 6-1       | Parcours |
| 43 | 02-05-1994 | Italian Open Rome                             | Tier I    | 750 000 $   | Terre (ext.)    | Gigi Fernández       | Gabriela Sabatini Brenda Schultz          | 6-1, 6-3       | Parcours |
| 44 | 09-05-1994 | German Open Berlin                            | Tier I    | 750 000 $   | Terre (ext.)    | Gigi Fernández       | Jana Novotná Arantxa Sánchez              | 6-3, 7-6       | Parcours |
| 45 | 23-05-1994 | Roland-Garros Paris                           | G. Chelem | 3 561 928 $ | Terre (ext.)    | Gigi Fernández       | Lindsay Davenport Lisa Raymond            | 6-2, 6-2       | Parcours |
| 46 | 13-06-1994 | Volkswagen Cup Eastbourne                     | Tier II   | 400 000 $   | Gazon (ext.)    | Gigi Fernández       | Inés Gorrochategui Helena Suková          | 6-7, 6-4, 6-3  | Parcours |
| 47 | 20-06-1994 | The Championships Wimbledon                   | G. Chelem | 3 361 848 $ | Gazon (ext.)    | Gigi Fernández       | Jana Novotná Arantxa Sánchez              | 6-4, 6-1       | Parcours |
| 48 | 10-10-1994 | Porsche Tennis GP Filderstadt                 | Tier II   | 400 000 $   | Dur (int.)      | Gigi Fernández       | Manon Bollegraf Larisa Neiland            | 7-6, 6-4       | Parcours |
| 49 | 07-11-1994 | Virginia Slims of Philadelphia Philadelphie   | Tier I    | 750 000 $   | Moquette (int.) | Gigi Fernández       | Gabriela Sabatini Brenda Schultz          | 4-6, 6-4, 6-2  | Parcours |
| 50 | 14-11-1994 | Virginia Slims Championships New York         | Masters   | 3 500 000 $ | Moquette (int.) | Gigi Fernández       | Jana Novotná Arantxa Sánchez              | 6-3, 6-7, 6-3  | Parcours |
| 51 | 30-01-1995 | Toray Pan Pacific Open Tokyo                  | Tier I    | 806 250 $   | Moquette (int.) | Gigi Fernández       | Lindsay Davenport Rennae Stubbs           | 6-0, 6-3       | Parcours |
| 52 | 08-05-1995 | Italian Open Rome                             | Tier I    | 806 250 $   | Terre (ext.)    | Gigi Fernández       | Conchita Martínez Patricia Tarabini       | 4-6, 7-6, 6-4  | Parcours |
| 53 | 29-05-1995 | Roland-Garros Paris                           | G. Chelem | 3 963 100 $ | Terre (ext.)    | Gigi Fernández       | Jana Novotná Arantxa Sánchez              | 6-76, 6-4, 7-5 | Parcours |
| 54 | 31-07-1995 | Toshiba Tennis Classic San Diego              | Tier II   | 430 000 $   | Dur (ext.)      | Gigi Fernández       | Alexia Dechaume-Balleret Sandrine Testud  | 6-2, 6-1       | Parcours |
| 55 | 07-08-1995 | Acura Classic Manhattan Beach                 | Tier II   | 430 000 $   | Dur (ext.)      | Gigi Fernández       | Larisa Neiland Gabriela Sabatini          | 7-5, 6-7, 7-5  | Parcours |
| 56 | 28-08-1995 | US Open Flushing Meadows                      | G. Chelem | 4 271 000 $ | Dur (ext.)      | Gigi Fernández       | Brenda Schultz Rennae Stubbs              | 7-5, 6-3       | Parcours |
| 57 | 09-10-1995 | Porsche Tennis GP Filderstadt                 | Tier II   | 430 000 $   | Dur (int.)      | Gigi Fernández       | Meredith McGrath Larisa Neiland           | 5-7, 6-1, 6-4  | Parcours |
| 58 | 29-01-1996 | Toray Pan Pacific Open Tokyo                  | Tier I    | 926 250 $   | Moquette (int.) | Gigi Fernández       | Mariaan de Swardt Irina Spîrlea           | 7-6, 6-3       | Parcours |
| 59 | 12-08-1996 | Acura Classic Manhattan Beach                 | Tier II   | 450 000 $   | Dur (ext.)      | Lindsay Davenport    | Amy Frazier Kimberly Po                   | 6-1, 6-4       | Parcours |
| 60 | 26-08-1996 | US Open Flushing Meadows                      | G. Chelem | 4 004 885 $ | Dur (ext.)      | Gigi Fernández       | Jana Novotná Arantxa Sánchez              | 1-6, 6-1, 6-4  | Parcours |
| 61 | 13-01-1997 | Ford Australian Open Melbourne                | G. Chelem | 4 058 100 $ | Dur (ext.)      | Martina Hingis       | Lindsay Davenport Lisa Raymond            | 6-2, 6-2       | Parcours |
| 62 | 27-01-1997 | Toray Pan Pacific Open Tokyo                  | Tier I    | 926 250 $   | Moquette (int.) | Lindsay Davenport    | Gigi Fernández Martina Hingis             | 6-4, 6-3       | Parcours |
| 63 | 07-03-1997 | State Farm Evert Cup Indian Wells             | Tier I    | 1 250 000 $ | Dur (ext.)      | Lindsay Davenport    | Lisa Raymond Nathalie Tauziat             | 6-3, 6-2       | Parcours |
| 64 | 20-03-1997 | The Lipton Championships Miami                | Tier I    | 1 750 000 $ | Dur (ext.)      | Arantxa Sánchez      | Sabine Appelmans Miriam Oremans           | 6-2, 6-3       | Parcours |
| 65 | 19-05-1997 | Internationaux de Strasbourg Strasbourg       | Tier III  | 250 000 $   | Terre (ext.)    | Helena Suková        | Elena Likhovtseva Ai Sugiyama             | 6-1, 6-1       | Parcours |
| 66 | 26-05-1997 | Roland-Garros Paris                           | G. Chelem | 4 566 003 $ | Terre (ext.)    | Gigi Fernández       | Mary Joe Fernández Lisa Raymond           | 6-2, 6-3       | Parcours |
| 67 | 23-06-1997 | The Championships Wimbledon                   | G. Chelem | 4 083 056 $ | Gazon (ext.)    | Gigi Fernández       | Nicole Arendt Manon Bollegraf             | 7-6, 6-4       | Parcours |
| 68 | 27-10-1997 | Kremlin Cup Moscou                            | Tier I    | 926 250 $   | Moquette (int.) | Arantxa Sánchez      | Yayuk Basuki Caroline Vis                 | 5-3, ab.       | Parcours |
| 69 | 05-03-1998 | State Farm Evert Cup Indian Wells             | Tier I    | 1 250 000 $ | Dur (ext.)      | Lindsay Davenport    | Alexandra Fusai Nathalie Tauziat          | 6-4, 2-6, 6-4  | Parcours |
| 70 | 11-05-1998 | German Open Berlin                            | Tier I    | 926 250 $   | Terre (ext.)    | Lindsay Davenport    | Alexandra Fusai Nathalie Tauziat          | 6-3, 6-0       | Parcours |
| 71 | 27-07-1998 | Bank of the West Classic Stanford             | Tier II   | 450 000 $   | Dur (ext.)      | Lindsay Davenport    | Larisa Neiland Elena Tatarkova            | 6-4, 6-4       | Parcours |
| 72 | 03-08-1998 | Toshiba Classic San Diego                     | Tier II   | 450 000 $   | Dur (ext.)      | Lindsay Davenport    | Alexandra Fusai Nathalie Tauziat          | 6-2, 6-1       | Parcours |
| 73 | 10-08-1998 | Acura Classic Los Angeles                     | Tier II   | 450 000 $   | Dur (ext.)      | Martina Hingis       | Tamarine Tanasugarn Elena Tatarkova       | 6-4, 6-2       | Parcours |
| 74 | 05-10-1998 | Porsche Tennis GP Filderstadt                 | Tier II   | 450 000 $   | Dur (int.)      | Lindsay Davenport    | Anna Kournikova Arantxa Sánchez           | 6-4, 6-2       | Parcours |
| 75 | 19-10-1998 | MGTS Kremlin Cup Moscou                       | Tier I    | 1 000 000 $ | Moquette (int.) | Mary Pierce          | Lisa Raymond Rennae Stubbs                | 6-3, 6-4       | Parcours |
| 76 | 16-11-1998 | Chase Championships New York                  | Masters   | 2 000 000 $ | Moquette (int.) | Lindsay Davenport    | Alexandra Fusai Nathalie Tauziat          | 6-7, 7-5, 6-3  | Parcours |
| 77 | 01-02-1999 | Toray Pan Pacific Open Tokyo                  | Tier I    | 1 000 000 $ | Moquette (int.) | Lindsay Davenport    | Martina Hingis Jana Novotná               | 6-2, 6-3       | Parcours |
| 78 | 14-02-2000 | Faber Grand Prix Hanovre                      | Tier II   | 535 000 $   | Moquette (int.) | Åsa Carlsson         | Silvia Farina Elia Karina Habšudová       | 6-3, 6-4       | Parcours |
| 79 | 02-05-2000 | Betty Barclay Cup Hambourg                    | Tier II   | 535 000 $   | Terre (ext.)    | Anna Kournikova      | Nicole Arendt Manon Bollegraf             | 6-75, 6-2, 6-4 | Parcours |
| 80 | 20-05-2002 | Open de España Madrid                         | Tier III  | 170 000 $   | Terre (ext.)    | Martina Navrátilová  | Rossana de los Ríos Arantxa Sánchez       | 6-2, 6-3       | Parcours |

### Finales en double dames (49)
| No | Date       | Nom et lieu du tournoi                        | Catégorie | Dotation    | Surface         | Vainqueures                          | Partenaire        | Score           |          |
| -- | ---------- | --------------------------------------------- | --------- | ----------- | --------------- | ------------------------------------ | ----------------- | --------------- | -------- |
| 1  | 20-06-1988 | The Championships Wimbledon                   | G. Chelem | 1 717 085 $ | Gazon (ext.)    | Steffi Graf Gabriela Sabatini        | Larisa Savchenko  | 6-3, 1-6, 12-10 | Parcours |
| 2  | 07-11-1988 | Virginia Slims of Chicago Chicago             | Tier III  | 250 000 $   | Moquette (int.) | Lori McNeil Betsy Nagelsen           | Larisa Savchenko  | 6-4, 3-6, 6-4   | Parcours |
| 3  | 14-11-1988 | Virginia Slims Championships New York         | Masters   | 1 000 000 $ | Moquette (int.) | Martina Navrátilová Pam Shriver      | Larisa Savchenko  | 6-3, 6-4        | Parcours |
| 4  | 13-02-1989 | Virginia Slims of Washington Fairfax          | Tier II   | 300 000 $   | Moquette (int.) | Betsy Nagelsen Pam Shriver           | Larisa Savchenko  | 6-2, 6-3        | Parcours |
| 5  | 20-02-1989 | Virginia Slims of California Oakland          | Tier III  | 250 000 $   | Moquette (int.) | Patty Fendick Jill Hetherington      | Larisa Savchenko  | 7-5, 3-6, 6-2   | Parcours |
| 6  | 22-05-1989 | European Open Genève                          | Tier V    | 100 000 $   | Terre (ext.)    | Katrina Adams Lori McNeil            | Larisa Savchenko  | 2-6, 6-3, 6-4   | Parcours |
| 7  | 26-06-1989 | The Championships Wimbledon                   | G. Chelem | 2 204 162 $ | Gazon (ext.)    | Jana Novotná Helena Suková           | Larisa Savchenko  | 6-1, 6-2        | Parcours |
| 8  | 13-11-1989 | Virginia Slims Championships New York         | Masters   | 1 000 000 $ | Moquette (int.) | Martina Navrátilová Pam Shriver      | Larisa Savchenko  | 6-3, 6-2        | Parcours |
| 9  | 08-01-1990 | Holden NSW Open Sydney                        | Tier III  | 225 000 $   | Dur (ext.)      | Jana Novotná Helena Suková           | Larisa Neiland    | 6-3, 7-5        | Parcours |
| 10 | 02-04-1990 | Family Circle Mag. Cup Hilton Head            | Tier I    | 500 000 $   | Terre (ext.)    | Martina Navrátilová Arantxa Sánchez  | Mercedes Paz      | 6-2, 6-1        | Parcours |
| 11 | 28-05-1990 | Roland-Garros Paris                           | G. Chelem | 2 019 720 $ | Terre (ext.)    | Jana Novotná Helena Suková           | Larisa Neiland    | 6-4, 7-5        | Parcours |
| 12 | 22-10-1990 | Midland Bank Championships Brighton           | Tier II   | 350 000 $   | Moquette (int.) | Helena Suková Nathalie Tauziat       | Jo Durie          | 6-1, 6-4        | Parcours |
| 13 | 28-03-1991 | Light n’ Lively Doubles Tarpon Springs        |           | 200 000 $   | Terre (ext.)    | Gigi Fernández Helena Suková         | Larisa Neiland    | 4-6, 6-4, 7-6   | Parcours |
| 14 | 08-04-1991 | Bausch & Lomb Championships Amelia Island     | Tier II   | 350 000 $   | Terre (ext.)    | Arantxa Sánchez Helena Suková        | Mercedes Paz      | 4-6, 6-2, 6-2   | Parcours |
| 15 | 27-05-1991 | Roland-Garros Paris                           | G. Chelem | 2 698 740 $ | Terre (ext.)    | Gigi Fernández Jana Novotná          | Larisa Neiland    | 6-4, 6-0        | Parcours |
| 16 | 19-08-1991 | Virginia Slims of Washington Washington       | Tier II   | 350 000 $   | Dur (ext.)      | Jana Novotná Larisa Neiland          | Gigi Fernández    | 5-7, 6-1, 7-6   | Parcours |
| 17 | 14-10-1991 | Porsche Tennis GP Filderstadt                 | Tier II   | 350 000 $   | Dur (int.)      | Martina Navrátilová Jana Novotná     | Pam Shriver       | 6-2, 5-7, 6-4   | Parcours |
| 18 | 26-03-1992 | Light n’ Lively Doubles Wesley Chapel         |           | 175 000 $   | Terre (ext.)    | Jana Novotná Larisa Neiland          | Arantxa Sánchez   | 6-4, 6-2        | Parcours |
| 19 | 11-05-1992 | Lufthansa Cup German Open Berlin              | Tier I    | 550 000 $   | Terre (ext.)    | Jana Novotná Larisa Neiland          | Gigi Fernández    | 7-6, 4-6, 7-5   | Parcours |
| 20 | 17-08-1992 | Matinee Ltd. - Canadian Open Montréal         | Tier I    | 550 000 $   | Dur (ext.)      | Lori McNeil Rennae Stubbs            | Gigi Fernández    | 3-6, 7-5, 7-5   | Parcours |
| 21 | 12-10-1992 | Porsche Tennis GP Filderstadt                 | Tier II   | 350 000 $   | Dur (int.)      | Arantxa Sánchez Helena Suková        | Pam Shriver       | 6-4, 7-5        | Parcours |
| 22 | 09-08-1993 | Virginia Slims of Los Angeles Manhattan Beach | Tier II   | 375 000 $   | Dur (ext.)      | Arantxa Sánchez Helena Suková        | Gigi Fernández    | 7-6, 6-3        | Parcours |
| 23 | 04-10-1993 | Barilla Indoors Zurich                        | Tier I    | 750 000 $   | Moquette (int.) | Zina Garrison Martina Navrátilová    | Gigi Fernández    | 6-3, 5-7, 6-3   | Parcours |
| 24 | 24-03-1994 | Light n’ Lively Doubles Wesley Chapel         |           | 175 000 $   | Terre (ext.)    | Jana Novotná Arantxa Sánchez         | Gigi Fernández    | 6-2, 7-5        | Parcours |
| 25 | 28-03-1994 | Family Circle Mag. Cup XXII Hilton Head       | Tier I    | 750 000 $   | Terre (ext.)    | Lori McNeil Arantxa Sánchez          | Gigi Fernández    | 6-4, 4-1, ab.   | Parcours |
| 26 | 16-01-1995 | Ford Australian Open Melbourne                | G. Chelem | 2 738 000 $ | Dur (ext.)      | Jana Novotná Arantxa Sánchez         | Gigi Fernández    | 6-3, 6-73, 6-4  | Parcours |
| 27 | 17-03-1995 | The Lipton Championships Miami                | Tier I    | 1 550 000 $ | Dur (ext.)      | Jana Novotná Arantxa Sánchez         | Gigi Fernández    | 7-5, 2-6, 6-3   | Parcours |
| 28 | 27-03-1995 | Family Circle Mag. Cup XXIII Hilton Head      | Tier I    | 806 250 $   | Terre (ext.)    | Nicole Arendt Manon Bollegraf        | Gigi Fernández    | 0-6, 6-3, 6-4   | Parcours |
| 29 | 19-06-1995 | Direct Line Int’l Championships Eastbourne    | Tier II   | 430 000 $   | Gazon (ext.)    | Jana Novotná Arantxa Sánchez         | Gigi Fernández    | 0-6, 6-3, 6-4   | Parcours |
| 30 | 26-06-1995 | The Championships Wimbledon                   | G. Chelem | 3 044 890 $ | Gazon (ext.)    | Jana Novotná Arantxa Sánchez         | Gigi Fernández    | 5-7, 7-5, 6-4   | Parcours |
| 31 | 13-11-1995 | WTA Tour Championships New York               | Masters   | 2 000 000 $ | Moquette (int.) | Jana Novotná Arantxa Sánchez         | Gigi Fernández    | 6-2, 6-1        | Parcours |
| 32 | 22-05-1996 | World Doubles Cup Édimbourg                   |           | 188 125 $   | Terre (ext.)    | Nicole Arendt Manon Bollegraf        | Gigi Fernández    | 6-3, 2-6, 7-6   | Parcours |
| 33 | 27-05-1996 | Roland-Garros Paris                           | G. Chelem | 4 456 343 $ | Terre (ext.)    | Lindsay Davenport Mary Joe Fernández | Gigi Fernández    | 6-2, 6-1        | Parcours |
| 34 | 14-10-1996 | European Indoors Zurich                       | Tier I    | 926 250 $   | Moquette (int.) | Martina Hingis Helena Suková         | Nicole Arendt     | 7-5, 6-4        | Parcours |
| 35 | 06-01-1997 | Sydney International Sydney                   | Tier II   | 342 500 $   | Dur (ext.)      | Gigi Fernández Arantxa Sánchez       | Lindsay Davenport | 6-3, 6-1        | Parcours |
| 36 | 12-05-1997 | German Open Berlin                            | Tier I    | 926 250 $   | Terre (ext.)    | Lindsay Davenport Jana Novotná       | Gigi Fernández    | 6-2, 3-6, 6-2   | Parcours |
| 37 | 25-08-1997 | US Open Flushing Meadows                      | G. Chelem | 4 976 000 $ | Dur (ext.)      | Lindsay Davenport Jana Novotná       | Gigi Fernández    | 6-3, 6-4        | Parcours |
| 38 | 19-01-1998 | Australian Open Melbourne                     | G. Chelem | 4 058 100 $ | Dur (ext.)      | Martina Hingis Mirjana Lučić         | Lindsay Davenport | 6-4, 2-6, 6-3   | Parcours |
| 39 | 02-02-1998 | Toray Pan Pacific Open Tokyo                  | Tier I    | 926 250 $   | Moquette (int.) | Martina Hingis Mirjana Lučić         | Lindsay Davenport | 7-5, 6-4        | Parcours |
| 40 | 19-03-1998 | The Lipton Championships Miami                | Tier I    | 1 900 000 $ | Dur (ext.)      | Martina Hingis Jana Novotná          | Arantxa Sánchez   | 6-2, 3-6, 6-3   | Parcours |
| 41 | 25-05-1998 | Roland-Garros Paris                           | G. Chelem | 4 105 011 $ | Terre (ext.)    | Martina Hingis Jana Novotná          | Lindsay Davenport | 6-1, 7-64       | Parcours |
| 42 | 15-06-1998 | Direct Line Int’l Championships Eastbourne    | Tier II   | 450 000 $   | Gazon (ext.)    | Mariaan de Swardt Jana Novotná       | Arantxa Sánchez   | 6-1, 6-3        | Parcours |
| 43 | 22-06-1998 | The Championships Wimbledon                   | G. Chelem | 4 404 163 $ | Gazon (ext.)    | Martina Hingis Jana Novotná          | Lindsay Davenport | 6-3, 3-6, 8-6   | Parcours |
| 44 | 31-08-1998 | US Open Flushing Meadows                      | G. Chelem | 6 012 000 $ | Dur (ext.)      | Martina Hingis Jana Novotná          | Lindsay Davenport | 6-3, 6-3        | Parcours |
| 45 | 09-11-1998 | Advanta Championships Philadelphie            | Tier II   | 450 000 $   | Moquette (int.) | Elena Likhovtseva Ai Sugiyama        | Monica Seles      | 7-5, 4-6, 6-2   | Parcours |
| 46 | 18-01-1999 | Australian Open Melbourne                     | G. Chelem | 3 040 620 $ | Dur (ext.)      | Martina Hingis Anna Kournikova       | Lindsay Davenport | 7-5, 6-3        | Parcours |
| 47 | 14-06-1999 | Direct Line Int’l Championships Eastbourne    | Tier II   | 520 000 $   | Gazon (ext.)    | Martina Hingis Anna Kournikova       | Jana Novotná      | 6-4, ab.        | Parcours |
| 48 | 11-10-1999 | Swisscom Challenge Zurich                     | Tier I    | 1 050 000 $ | Dur (int.)      | Lisa Raymond Rennae Stubbs           | Nathalie Tauziat  | 6-2, 6-2        | Parcours |
| 49 | 10-03-2000 | Tennis Masters Series Indian Wells            | Tier I    | 2 000 000 $ | Dur (ext.)      | Lindsay Davenport Corina Morariu     | Anna Kournikova   | 6-2, 6-3        | Parcours |

### Titres en double mixte (2)
| No | Date       | Nom et lieu du tournoi         | Catégorie | Dotation    | Surface    | Partenaire | Finalistes               | Score           |          |
| -- | ---------- | ------------------------------ | --------- | ----------- | ---------- | ---------- | ------------------------ | --------------- | -------- |
| 1  | 15-01-1990 | Ford Australian Open Melbourne | G. Chelem | 1 220 160 $ | Dur (ext.) | Jim Pugh   | Zina Garrison Rick Leach | 4-6, 6-2, 6-3   | Parcours |
| 2  | 16-01-1995 | Ford Australian Open Melbourne | G. Chelem | 2 738 000 $ | Dur (ext.) | Rick Leach | Gigi Fernández Cyril Suk | 7-64, 6-73, 6-4 | Parcours |

### Finales en double mixte (2)
| No | Date       | Nom et lieu du tournoi      | Catégorie | Dotation    | Surface      | Vainqueures                      | Partenaire | Score     |          |
| -- | ---------- | --------------------------- | --------- | ----------- | ------------ | -------------------------------- | ---------- | --------- | -------- |
| 1  | 27-08-1990 | US Open Flushing Meadows    | G. Chelem | 2 707 250 $ | Dur (ext.)   | Elizabeth Smylie Todd Woodbridge | Jim Pugh   | 6-4, 6-2  | Parcours |
| 2  | 24-06-1991 | The Championships Wimbledon | G. Chelem | 2 728 856 $ | Gazon (ext.) | Elizabeth Smylie John Fitzgerald | Jim Pugh   | 7-64, 6-2 | Parcours |

## Parcours en Grand Chelem

### En simple dames
| Année | Open d'Australie | Open d'Australie  | Internationaux de France | Internationaux de France | Wimbledon                                          | Wimbledon           | US Open         | US Open           |
| ----- | ---------------- | ----------------- | ------------------------ | ------------------------ | -------------------------------------------------- | ------------------- | --------------- | ----------------- |
| 1986  | —                | —                 | —                        | —                        | Q1 \|\| style="text-align:left" \| Cammy MacGregor | —                   | —               |                   |
| 1987  | -                | -                 | 3e tour (1/16)           | Helena Suková            | 4e tour (1/8)                                      | Gabriela Sabatini   | 3e tour (1/16)  | Chris Evert       |
| 1988  | -                | -                 | Finale                   | Steffi Graf              | 4e tour (1/8)                                      | Rosalyn Fairbank    | 1er tour (1/64) | Kim Steinmetz     |
| 1989  | -                | -                 | 1er tour (1/64)          | Raffaella Reggi          | 3e tour (1/16)                                     | Catarina Lindqvist  | 4e tour (1/8)   | Manuela Maleeva   |
| 1990  | 2e tour (1/32)   | Sandra Wasserman  | 4e tour (1/8)            | Manuela Maleeva          | 1/4 de finale                                      | Gabriela Sabatini   | 2e tour (1/32)  | Leila Meskhi      |
| 1991  | 4e tour (1/8)    | Anke Huber        | 2e tour (1/32)           | Ann Grossman             | 2e tour (1/32)                                     | Linda Wild          | 4e tour (1/8)   | Arantxa Sánchez   |
| 1992  | 2e tour (1/32)   | Pam Shriver       | 1/4 de finale            | Steffi Graf              | 1/4 de finale                                      | Steffi Graf         | 3e tour (1/16)  | Gabriela Sabatini |
| 1993  | 3e tour (1/16)   | Jennifer Capriati | 4e tour (1/8)            | Jana Novotná             | 1/4 de finale                                      | Martina Navrátilová | 1/4 de finale   | Arantxa Sánchez   |
| 1994  | 1er tour (1/64)  | Conchita Martínez | 4e tour (1/8)            | Julie Halard             | 1er tour (1/64)                                    | Mana Endo           | -               | -                 |
| 1995  | 1/4 de finale    | Mary Pierce       | 1er tour (1/64)          | Cătălina Cristea         | 3e tour (1/16)                                     | Inés Gorrochategui  | 4e tour (1/8)   | Amy Frazier       |
| 1996  | 1er tour (1/64)  | Anna Smashnova    | 3e tour (1/16)           | Amanda Coetzer           | 2e tour (1/32)                                     | Patricia Hy         | 3e tour (1/16)  | Steffi Graf       |
| 1997  | 3e tour (1/16)   | Anke Huber        | 4e tour (1/8)            | Arantxa Sánchez          | 1er tour (1/64)                                    | Elena Likhovtseva   | 3e tour (1/16)  | Mary Pierce       |
| 1998  | 3e tour (1/16)   | Barbara Schett    | 2e tour (1/32)           | Iva Majoli               | 1/2 finale                                         | Nathalie Tauziat    | 2e tour (1/32)  | Lisa Raymond      |
| 1999  | 3e tour (1/16)   | Chanda Rubin      | 2e tour (1/32)           | Venus Williams           | 2e tour (1/32)                                     | Tatiana Panova      | 2e tour (1/32)  | Amy Frazier       |
| 2000  | 2e tour (1/32)   | Anna Kournikova   | 4e tour (1/8)            | Chanda Rubin             | 2e tour (1/32)                                     | Tamarine Tanasugarn | —               | —                 |
|       |                  |                   |                          |                          |                                                    |                     |                 |                   |
| 2002  | —                | —                 | —                        | —                        | 1er tour (1/64)                                    | Marlene Weingärtner | —               | —                 |

À droite du résultat, l’ultime adversaire.

### En double dames
| Année | Open d'Australie             | Open d'Australie           | Internationaux de France    | Internationaux de France   | Wimbledon                    | Wimbledon                  | US Open                      | US Open                    |
| ----- | ---------------------------- | -------------------------- | --------------------------- | -------------------------- | ---------------------------- | -------------------------- | ---------------------------- | -------------------------- |
| 1987  | -                            | -                          | -                           | -                          | 1er tour (1/32) Leila Meskhi | M. Bollegraf M. Lindström  | 1er tour (1/32) L. Savchenko | Navrátilová Pam Shriver    |
| 1988  | -                            | -                          | 3e tour (1/8) N. Bykova     | Navrátilová Pam Shriver    | Finale L. Savchenko          | Steffi Graf G. Sabatini    | 2e tour (1/16) L. Savchenko  | Jenny Byrne J. Thompson    |
| 1989  | -                            | -                          | Victoire L. Savchenko       | Steffi Graf G. Sabatini    | Finale L. Savchenko          | Jana Novotná Helena Suková | 1/4 de finale L. Savchenko   | Nicole Provis Elna Reinach |
| 1990  | 1/4 de finale L. Neiland     | Patty Fendick MJ Fernández | Finale L. Neiland           | Jana Novotná Helena Suková | 1/2 finale L. Neiland        | Kathy Jordan E. Smylie     | 1/2 finale L. Neiland        | Jana Novotná Helena Suková |
| 1991  | 1/4 de finale L. Neiland     | Hetherington Kathy Rinaldi | Finale L. Neiland           | G. Fernández Jana Novotná  | Victoire L. Neiland          | G. Fernández Jana Novotná  | Victoire Pam Shriver         | Jana Novotná L. Neiland    |
| 1992  | 1/2 finale Pam Shriver       | A. Sánchez Helena Suková   | Victoire G. Fernández       | C. Martínez A. Sánchez     | Victoire G. Fernández        | Jana Novotná L. Neiland    | Victoire G. Fernández        | Jana Novotná L. Neiland    |
| 1993  | Victoire G. Fernández        | Pam Shriver E. Smylie      | Victoire G. Fernández       | L. Neiland Jana Novotná    | Victoire G. Fernández        | L. Neiland Jana Novotná    | 1/2 finale G. Fernández      | A. Sánchez Helena Suková   |
| 1994  | Victoire G. Fernández        | Patty Fendick M. McGrath   | Victoire G. Fernández       | L. Davenport Lisa Raymond  | Victoire G. Fernández        | Jana Novotná A. Sánchez    | 1/2 finale G. Fernández      | K. Maleeva Robin White     |
| 1995  | Finale G. Fernández          | Jana Novotná A. Sánchez    | Victoire G. Fernández       | Jana Novotná A. Sánchez    | Finale G. Fernández          | Jana Novotná A. Sánchez    | Victoire G. Fernández        | B. Schultz Rennae Stubbs   |
| 1996  | 1/4 de finale G. Fernández   | Chanda Rubin A. Sánchez    | Finale G. Fernández         | L. Davenport MJ Fernández  | 1/2 finale G. Fernández      | M. McGrath L. Neiland      | Victoire G. Fernández        | Jana Novotná A. Sánchez    |
| 1997  | Victoire M. Hingis           | L. Davenport Lisa Raymond  | Victoire G. Fernández       | MJ Fernández Lisa Raymond  | Victoire G. Fernández        | Nicole Arendt M. Bollegraf | Finale G. Fernández          | L. Davenport Jana Novotná  |
| 1998  | Finale L. Davenport          | M. Hingis Mirjana Lučić    | Finale L. Davenport         | M. Hingis Jana Novotná     | Finale L. Davenport          | M. Hingis Jana Novotná     | Finale L. Davenport          | M. Hingis Jana Novotná     |
| 1999  | Finale L. Davenport          | M. Hingis A. Kournikova    | 1/4 de finale Jana Novotná  | L. Davenport Mary Pierce   | 1/2 finale Jana Novotná      | M. de Swardt E. Tatarkova  | 3e tour (1/8) Jana Novotná   | Liezel Huber Kimberly Po   |
| 2000  | 2e tour (1/16) Mirjana Lučić | S. Appelmans Rita Grande   | 3e tour (1/8) A. Kournikova | V. Ruano Paola Suárez      | 1/2 finale A. Kournikova     | S. Williams V. Williams    | -                            | -                          |
| 2002  | -                            | -                          | 1er tour (1/32) Navrátilová | Lisa Raymond Rennae Stubbs | 2e tour (1/16) Navrátilová   | Kimberly Po N. Tauziat     | 3e tour (1/8) Chanda Rubin   | M. Hingis A. Kournikova    |

Sous le résultat, la partenaire ; à droite, l’ultime équipe adverse.

### En double mixte
| Année | Open d'Australie              | Open d'Australie           | Internationaux de France     | Internationaux de France  | Wimbledon                    | Wimbledon                  | US Open                     | US Open                    |
| ----- | ----------------------------- | -------------------------- | ---------------------------- | ------------------------- | ---------------------------- | -------------------------- | --------------------------- | -------------------------- |
| 1989  | -                             | -                          | -                            | -                         | -                            | -                          | 2e tour (1/8) P. McEnroe    | MJ Fernández David Wheaton |
| 1990  | Victoire Jim Pugh             | Zina Garrison Rick Leach   | -                            | -                         | 1er tour (1/32) N. Pereira   | Louise Field Stefan Kruger | Finale Jim Pugh             | E. Smylie T. Woodbridge    |
| 1991  | 1/4 de finale Jim Pugh        | Pam Shriver M. Kratzmann   | -                            | -                         | Finale Jim Pugh              | E. Smylie J. Fitzgerald    | 1er tour (1/16) Jim Pugh    | Helena Suková Cyril Suk    |
| 1992  | 1/4 de finale Jim Pugh        | R. McQuillan D. Macpherson | 1/4 de finale M. Kratzmann   | A. Sánchez T. Woodbridge  | 3e tour (1/8) Jim Pugh       | Jana Novotná T. Woodbridge | -                           | -                          |
| 1993  | 1/2 finale Kelly Jones        | Zina Garrison Rick Leach   | 1/4 de finale A. Kratzmann   | Elna Reinach Danie Visser | 1/2 finale M. Kratzmann      | Navrátilová M. Woodforde   | 1/4 de finale M. Kratzmann  | Kathy Rinaldi P. Galbraith |
| 1994  | 1er tour (1/16) Jacco Eltingh | Hetherington Dave Randall  | 2e tour (1/16) Grant Connell | K. Boogert Menno Oosting  | -                            | -                          | -                           | -                          |
| 1995  | Victoire Rick Leach           | G. Fernández Cyril Suk     | 2e tour (1/16) Rick Leach    | Clare Wood Libor Pimek    | 3e tour (1/8) Rick Leach     | Navrátilová J. Stark       | -                           | -                          |
| 1996  | -                             | -                          | -                            | -                         | -                            | -                          | 1er tour (1/16) Scott Davis | Rennae Stubbs Joshua Eagle |
| 1998  | 1/4 de finale A. Florent      | Likhovtseva Max Mirnyi     | 2e tour (1/16) A. Florent    | Iva Majoli Todd Martin    | -                            | -                          | -                           | -                          |
| 2000  | 1/4 de finale M. Woodforde    | A. Sánchez T. Woodbridge   | 2e tour (1/16) Sandon Stolle | C. Cristea Bob Bryan      | -                            | -                          | -                           | -                          |
| 2002  | -                             | -                          | -                            | -                         | 1er tour (1/32) Jeff Tarango | Rika Fujiwara T. Shimada   | -                           | -                          |

Sous le résultat, le partenaire ; à droite, l’ultime équipe adverse.

## Parcours aux Masters

### En simple dames
| # | Date       | Nom de l'édition                      | ($)       | Surface         | Résultat       | Ultime adversaire | Score         |          |
| - | ---------- | ------------------------------------- | --------- | --------------- | -------------- | ----------------- | ------------- | -------- |
| 1 | 14/11/1988 | Virginia Slims Championships New York | 1 000 000 | Moquette (int.) | 1/4 de finale  | Gabriela Sabatini | 6-1, 6-1      | Parcours |
| 2 | 12/11/1990 | Virginia Slims Championships New York | 3 000 000 | Moquette (int.) | 1er tour (1/8) | Arantxa Sánchez   | 6-2, 7-5      | Parcours |
| 3 | 15/11/1993 | Virginia Slims Championships New York | 3 708 500 | Moquette (int.) | 1er tour (1/8) | Steffi Graf       | 6-2, 6-4      | Parcours |
| 4 | 14/11/1994 | Virginia Slims Championships New York | 3 500 000 | Moquette (int.) | 1er tour (1/8) | Conchita Martínez | 2-6, 6-2, 6-4 | Parcours |
| 5 | 13/11/1995 | WTA Tour Championships New York       | 2 000 000 | Moquette (int.) | 1/2 finale     | Steffi Graf       | 6-4, 6-3      | Parcours |
| 6 | 16/11/1998 | Chase Championships New York          | 2 000 000 | Moquette (int.) | 1er tour (1/8) | Nathalie Tauziat  | 6-3, 6-1      | Parcours |

### En double dames
| #  | Date       | Nom de l'édition                      | ($)       | Surface         | Résultat      | Partenaire        | Ultimes adversaires                  | Score         |          |
| -- | ---------- | ------------------------------------- | --------- | --------------- | ------------- | ----------------- | ------------------------------------ | ------------- | -------- |
| 1  | 14/11/1988 | Virginia Slims Championships New York | 1 000 000 | Moquette (int.) | Finale        | Larisa Savchenko  | Martina Navrátilová Pam Shriver      | 6-3, 6-4      | Parcours |
| 2  | 13/11/1989 | Virginia Slims Championships New York | 1 000 000 | Moquette (int.) | Finale        | Larisa Savchenko  | Martina Navrátilová Pam Shriver      | 6-3, 6-2      | Parcours |
| 3  | 12/11/1990 | Virginia Slims Championships New York | 3 000 000 | Moquette (int.) | 1/4 de finale | Larisa Neiland    | Katrina Adams Lori McNeil            | 7-5, 3-6, 7-6 | Parcours |
| 4  | 18/11/1991 | Virginia Slims Championships New York | 3 000 000 | Moquette (int.) | 1/4 de finale | Larisa Neiland    | Martina Navrátilová Pam Shriver      | 6-1, 7-5      | Parcours |
| 5  | 16/11/1992 | Virginia Slims Championships New York | 3 000 000 | Moquette (int.) | 1/2 finale    | Gigi Fernández    | Larisa Neiland Jana Novotná          | 6-7, 6-2, 7-5 | Parcours |
| 6  | 15/11/1993 | Virginia Slims Championships New York | 3 708 500 | Moquette (int.) | Victoire      | Gigi Fernández    | Larisa Neiland Jana Novotná          | 6-3, 7-5      | Parcours |
| 7  | 14/11/1994 | Virginia Slims Championships New York | 3 500 000 | Moquette (int.) | Victoire      | Gigi Fernández    | Jana Novotná Arantxa Sánchez         | 6-3, 6-7, 6-3 | Parcours |
| 8  | 13/11/1995 | WTA Tour Championships New York       | 2 000 000 | Moquette (int.) | Finale        | Gigi Fernández    | Jana Novotná Arantxa Sánchez         | 6-2, 6-1      | Parcours |
| 9  | 18/11/1996 | Chase Championships New York          | 2 000 000 | Moquette (int.) | 1/2 finale    | Gigi Fernández    | Lindsay Davenport Mary Joe Fernández | 7-6, 6-3      | Parcours |
| 10 | 17/11/1997 | Chase Championships New York          | 2 000 000 | Moquette (int.) | 1/4 de finale | Gigi Fernández    | Larisa Neiland Helena Suková         | 7-5, 3-6, 6-4 | Parcours |
| 11 | 16/11/1998 | Chase Championships New York          | 2 000 000 | Moquette (int.) | Victoire      | Lindsay Davenport | Alexandra Fusai Nathalie Tauziat     | 6-7, 7-5, 6-3 | Parcours |

## Parcours aux Jeux olympiques

### En simple dames
| # | Date       | Nom de l'olympiade             | Surface      | Résultat        | Ultime adversaire    | Score         |          |
| - | ---------- | ------------------------------ | ------------ | --------------- | -------------------- | ------------- | -------- |
| 1 | 20/09/1988 | Olympic Tennis Event Séoul     | Dur (ext.)   | 1/4 de finale   | Gabriela Sabatini    | 6-4, 6-3      | Parcours |
| 2 | 28/07/1992 | Olympic Tennis Event Barcelone | Terre (ext.) | 3e tour (1/8)   | Mary Joe Fernández   | 7-69, 6-1     | Parcours |
| 3 | 23/07/1996 | Olympic Tennis Event Atlanta   | Dur (ext.)   | 3e tour (1/8)   | Conchita Martínez    | 6-2, 7-5      | Parcours |
| 4 | 19/09/2000 | Olympic Tennis Event Sydney    | Dur (ext.)   | 1er tour (1/32) | María Emilia Salerni | 6-3, 4-6, 6-2 | Parcours |

### En double dames
| # | Date       | Nom de l'olympiade             | Surface      | Résultat                 | Partenaire           | Ultimes adversaires              | Score         |          |
| - | ---------- | ------------------------------ | ------------ | ------------------------ | -------------------- | -------------------------------- | ------------- | -------- |
| 1 | 20/09/1988 | Olympic Tennis Event Séoul     | Dur (ext.)   | 1/4 de finale            | Larisa Savchenko     | Elizabeth Smylie Wendy Turnbull  | 6-3, 6-2      | Parcours |
| 2 | 28/07/1992 | Olympic Tennis Event Barcelone | Terre (ext.) | Bronze                   | Leila Meskhi         | Rachel McQuillan · Nicole Provis | Partage       | Parcours |
| 3 | 23/07/1996 | Olympic Tennis Event Atlanta   | Dur (ext.)   | 2e tour (1/8)            | Olga Barabanschikova | Jill Hetherington Patricia Hy    | 2-6, 6-4, 6-1 | Parcours |
| 4 | 19/09/2000 | Olympic Tennis Event Sydney    | Dur (ext.)   | 4e place (petite finale) | Olga Barabanschikova | Els Callens · Dominique Monami   | 4-6, 6-4, 6-1 | Parcours |

## Parcours en Coupe de la Fédération
| #                                                                                   | Date       | Lieu       | Surface                          | Gagnante(s)                          | Perdante(s)                         | Score          |          |
|                                                                                     |            |            |                                  |                                      |                                     |                |          |
| 1986 - 1er tour (groupe mondial) - URSS - Bulgarie - 1 : 2                          |            |            |                                  |                                      |                                     |                |          |
| 1                                                                                   | 22/07/1986 | Prague     | Terre (ext.)                     | Katerina Maleeva                     | Natasha Zvereva                     | 4-6, 6-1, 6-2  | Parcours |
|                                                                                     |            |            |                                  |                                      |                                     |                |          |
| 1987 - 1er tour (groupe mondial) - Israël - URSS - 0 : 3                            |            |            |                                  |                                      |                                     |                |          |
| 2                                                                                   | 28/07/1987 | Vancouver  |                                  | Natasha Zvereva                      | Dalia Koriat                        | 6-1, 6-2       | Parcours |
|                                                                                     |            |            |                                  |                                      |                                     |                |          |
| 1987 - 2e tour (groupe mondial) - Canada - URSS - 2 : 1                             |            |            |                                  |                                      |                                     |                |          |
| 3                                                                                   | 28/07/1987 | Vancouver  |                                  | Helen Kelesi                         | Natasha Zvereva                     | 3-6, 6-4, 6-3  | Parcours |
|                                                                                     |            |            |                                  |                                      |                                     |                |          |
| 1988 - 1er tour (groupe mondial) - URSS - Yougoslavie - 3 : 0                       |            |            |                                  |                                      |                                     |                |          |
| 4                                                                                   | 05/12/1988 | Melbourne  |                                  | Natasha Zvereva                      | Karmen Skulj                        | 6-1, 6-4       | Parcours |
| 4                                                                                   | 05/12/1988 | Melbourne  | Larisa Savchenko Natasha Zvereva | Mima Jaušovec Karmen Skulj           | 6-1, 6-3                            |                | Parcours |
|                                                                                     |            |            |                                  |                                      |                                     |                |          |
| 1988 - 2e tour (groupe mondial) - URSS - Autriche - 2 : 1                           |            |            |                                  |                                      |                                     |                |          |
| 5                                                                                   | 05/12/1988 | Melbourne  |                                  | Natasha Zvereva                      | Judith Wiesner                      | 6-3, 6-3       | Parcours |
| 5                                                                                   | 05/12/1988 | Melbourne  | Larisa Savchenko Natasha Zvereva | Heidi Sprung Judith Wiesner          | 6-1, 6-1                            |                | Parcours |
|                                                                                     |            |            |                                  |                                      |                                     |                |          |
| 1988 - 1/4 de finale (groupe mondial) - URSS - Espagne - 2 : 1                      |            |            |                                  |                                      |                                     |                |          |
| 6                                                                                   | 05/12/1988 | Melbourne  |                                  | Arantxa Sánchez                      | Natasha Zvereva                     | 7-63, 6-1      | Parcours |
| 6                                                                                   | 05/12/1988 | Melbourne  | Larisa Savchenko Natasha Zvereva | Conchita Martínez Arantxa Sánchez    | 4-6, 6-4, 6-4                       |                | Parcours |
|                                                                                     |            |            |                                  |                                      |                                     |                |          |
| 1988 - 1/2 finale (groupe mondial) - URSS - Allemagne de l'Ouest - 2 : 1            |            |            |                                  |                                      |                                     |                |          |
| 7                                                                                   | 05/12/1988 | Melbourne  |                                  | Claudia Kohde-Kilsch                 | Natasha Zvereva                     | 7-5, 6-1       | Parcours |
| 7                                                                                   | 05/12/1988 | Melbourne  | Larisa Savchenko Natasha Zvereva | Sylvia Hanika Claudia Kohde-Kilsch   | 1-6, 6-1, 7-5                       |                | Parcours |
|                                                                                     |            |            |                                  |                                      |                                     |                |          |
| 1988 - Finale (groupe mondial) - URSS - Tchécoslovaquie - 1 : 2                     |            |            |                                  |                                      |                                     |                |          |
| 8                                                                                   | 04/12/1988 | Melbourne  |                                  | Helena Suková                        | Natasha Zvereva                     | 6-3, 6-4       | Parcours |
| 8                                                                                   | 04/12/1988 | Melbourne  | Larisa Savchenko Natasha Zvereva | Jana Pospíšilová Jana Novotná        | 7-65, 7-5                           |                | Parcours |
|                                                                                     |            |            |                                  |                                      |                                     |                |          |
| 1989 - 1er tour (groupe mondial) - URSS - Suisse - 2 : 0                            |            |            |                                  |                                      |                                     |                |          |
| 9                                                                                   | 03/10/1989 | Tokyo      | Dur (ext.)                       | Natasha Zvereva                      | Céline Cohen                        | 6-4, 6-3       | Parcours |
|                                                                                     |            |            |                                  |                                      |                                     |                |          |
| 1989 - 2e tour (groupe mondial) - URSS - Canada - 2 : 1                             |            |            |                                  |                                      |                                     |                |          |
| 10                                                                                  | 03/10/1989 | Tokyo      | Dur (ext.)                       | Larisa Savchenko Natasha Zvereva     | Jill Hetherington Helen Kelesi      | 6-0, 6-2       | Parcours |
|                                                                                     |            |            |                                  |                                      |                                     |                |          |
| 1989 - 1/4 de finale (groupe mondial) - URSS - Espagne - 1 : 2                      |            |            |                                  |                                      |                                     |                |          |
| 11                                                                                  | 03/10/1989 | Tokyo      | Dur (ext.)                       | Arantxa Sánchez                      | Natasha Zvereva                     | 7-5, 6-3       | Parcours |
| 11                                                                                  | 03/10/1989 | Tokyo      | Dur (ext.)                       | Larisa Savchenko Natasha Zvereva     | Conchita Martínez Arantxa Sánchez   | 6-4, 2-6, 6-1  | Parcours |
|                                                                                     |            |            |                                  |                                      |                                     |                |          |
| 1990 - 1er tour (groupe mondial) - Brésil - URSS - 0 : 3                            |            |            |                                  |                                      |                                     |                |          |
| 12                                                                                  | 23/07/1990 | Atlanta    | Dur (ext.)                       | Natasha Zvereva                      | Claudia Chabalgoity                 | 6-0, 6-1       | Parcours |
| 12                                                                                  | 23/07/1990 | Atlanta    | Dur (ext.)                       | Larisa Neiland Natasha Zvereva       | Claudia Chabalgoity Luciana Corsato | 6-2, 6-1       | Parcours |
|                                                                                     |            |            |                                  |                                      |                                     |                |          |
| 1990 - 2e tour (groupe mondial) - Hong Kong - URSS - 0 : 3                          |            |            |                                  |                                      |                                     |                |          |
| 13                                                                                  | 23/07/1990 | Atlanta    | Dur (ext.)                       | Natasha Zvereva                      | Paulette Moreno                     | 6-3, 7-61      | Parcours |
| 13                                                                                  | 23/07/1990 | Atlanta    | Dur (ext.)                       | Larisa Neiland Natasha Zvereva       | Paulette Moreno Sheung Pang         | 6-3, 6-0       | Parcours |
|                                                                                     |            |            |                                  |                                      |                                     |                |          |
| 1990 - 1/4 de finale (groupe mondial) - Pays-Bas - URSS - 1 : 2                     |            |            |                                  |                                      |                                     |                |          |
| 14                                                                                  | 23/07/1990 | Atlanta    | Dur (ext.)                       | Natasha Zvereva                      | Manon Bollegraf                     | 6-1, 6-3       | Parcours |
| 14                                                                                  | 23/07/1990 | Atlanta    | Dur (ext.)                       | Larisa Neiland Natasha Zvereva       | Manon Bollegraf Brenda Schultz      | 7-67, 6-3      | Parcours |
|                                                                                     |            |            |                                  |                                      |                                     |                |          |
| 1990 - 1/2 finale (groupe mondial) - URSS - Espagne - 2 : 1                         |            |            |                                  |                                      |                                     |                |          |
| 15                                                                                  | 23/07/1990 | Atlanta    | Dur (ext.)                       | Natasha Zvereva                      | Arantxa Sánchez                     | 6-4, 2-0, ab.  | Parcours |
| 15                                                                                  | 23/07/1990 | Atlanta    | Dur (ext.)                       | Larisa Neiland Natasha Zvereva       | Conchita Martínez Pilar Perez       | 6-2, 6-3       | Parcours |
|                                                                                     |            |            |                                  |                                      |                                     |                |          |
| 1990 - Finale (groupe mondial) - États-Unis - URSS - 2 : 1                          |            |            |                                  |                                      |                                     |                |          |
| 16                                                                                  | 21/07/1990 | Atlanta    | Dur (ext.)                       | Natasha Zvereva                      | Zina Garrison                       | 4-6, 6-3, 6-3  | Parcours |
| 16                                                                                  | 21/07/1990 | Atlanta    | Dur (ext.)                       | Gigi Fernández Zina Garrison         | Larisa Neiland Natasha Zvereva      | 6-4, 6-3       | Parcours |
|                                                                                     |            |            |                                  |                                      |                                     |                |          |
| 1991 - 1er tour (groupe mondial) - URSS - Paraguay - 3 : 0                          |            |            |                                  |                                      |                                     |                |          |
| 17                                                                                  | 22/07/1991 | Nottingham |                                  | Natasha Zvereva                      | Rossana de los Ríos                 | 6-2, 6-2       | Parcours |
|                                                                                     |            |            |                                  |                                      |                                     |                |          |
| 1991 - 2e tour (groupe mondial) - URSS - Tchécoslovaquie - 1 : 2                    |            |            |                                  |                                      |                                     |                |          |
| 18                                                                                  | 24/07/1991 | Nottingham |                                  | Jana Novotná                         | Natasha Zvereva                     | 6-4, 6-1       | Parcours |
| 18                                                                                  | 24/07/1991 | Nottingham | Larisa Neiland Natasha Zvereva   | Eva Švíglerová Radka Zrubáková       | 6-1, 6-4                            |                | Parcours |
|                                                                                     |            |            |                                  |                                      |                                     |                |          |
| 1994 - 1er tour (groupe mondial) - Biélorussie - Pays-Bas - 1 : 2                   |            |            |                                  |                                      |                                     |                |          |
| 19                                                                                  | 18/07/1994 | Francfort  | Terre (ext.)                     | Natasha Zvereva                      | Brenda Schultz                      | 6-3, 7-5       | Parcours |
| 19                                                                                  | 18/07/1994 | Francfort  | Terre (ext.)                     | Kristie Boogert Miriam Oremans       | Tatiana Ignatieva Natasha Zvereva   | 2-6, 7-5, 6-4  | Parcours |
|                                                                                     |            |            |                                  |                                      |                                     |                |          |
| 1998 - Barrage (groupe mondial II) - Biélorussie - Venezuela - 4 : 1                |            |            |                                  |                                      |                                     |                |          |
| 20                                                                                  | 25/07/1998 | Minsk      | Dur (int.)                       | Natasha Zvereva                      | Milagros Sequera                    | 6-1, 6-2       | Parcours |
| 20                                                                                  | 25/07/1998 | Minsk      | Dur (int.)                       | María Vento-Kabchi                   | Natasha Zvereva                     | 6-3, 3-6, 6-4  | Parcours |
|                                                                                     |            |            |                                  |                                      |                                     |                |          |
| 1999 - 1/4 de finale (groupe mondial II) - Biélorussie - République tchèque - 1 : 4 |            |            |                                  |                                      |                                     |                |          |
| 21                                                                                  | 17/04/1999 | Minsk      | Terre (int.)                     | Denisa Chládková                     | Natasha Zvereva                     | 6-3, 7-63      | Parcours |
| 21                                                                                  | 17/04/1999 | Minsk      | Terre (int.)                     | Květa Hrdličková                     | Natasha Zvereva                     | 6-4, 6-78, 6-4 | Parcours |
|                                                                                     |            |            |                                  |                                      |                                     |                |          |
| 1999 - Barrage (groupe mondial II) - Biélorussie - Slovénie - 3 : 0                 |            |            |                                  |                                      |                                     |                |          |
| 22                                                                                  | 21/07/1999 | Amsterdam  | Dur (ext.)                       | Natasha Zvereva                      | Katarina Srebotnik                  | 7-5, 6-0       | Parcours |
| 22                                                                                  | 21/07/1999 | Amsterdam  | Dur (ext.)                       | Olga Barabanschikova Natasha Zvereva | Tina Križan Katarina Srebotnik      | 3-6, 6-3, 6-1  | Parcours |
|                                                                                     |            |            |                                  |                                      |                                     |                |          |
| 1999 - Barrage (groupe mondial II) - Pays-Bas - Biélorussie - 3 : 0                 |            |            |                                  |                                      |                                     |                |          |
| 23                                                                                  | 22/07/1999 | Amsterdam  | Dur (ext.)                       | Kristie Boogert                      | Natasha Zvereva                     | 6-4, 6-4       | Parcours |
|                                                                                     |            |            |                                  |                                      |                                     |                |          |
| 1999 - Barrage (groupe mondial II) - Biélorussie - Japon - 2 : 0                    |            |            |                                  |                                      |                                     |                |          |
| 24                                                                                  | 23/07/1999 | Amsterdam  | Dur (ext.)                       | Natasha Zvereva                      | Shinobu Asagoe                      | 5-7, 6-3, 7-5  | Parcours |

## Classements WTA en fin de saison

### En simple
| Année | 1986 | 1987 | 1988 | 1989 | 1990 | 1991 | 1992 | 1993 | 1994 | 1995 | 1996 | 1997 | 1998 | 1999 | 2000 |
| Rang  | 94   | 19   | 7    | 27   | 12   | 21   | 23   | 19   | 10   | 14   | 57   | 25   | 16   | 27   | 79   |

Source : (en) « Classements de Natasha Zvereva », sur le site officiel du WTA Tour

### En double
| Année | 1986 | 1987 | 1988 | 1989 | 1990 | 1991 | 1992 | 1993 | 1994 | 1995 | 1996 | 1997 | 1998 | 1999 | 2000 | 2001 | 2002 |
| Rang  | 111  | 94   | 11   | 6    | 5    | 3    | 2    | 3    | 1    | 4    | 9    | 1    | 1    | 12   | 25   | -    | 46   |

Source : (en) « Classements de Natasha Zvereva », sur le site officiel du WTA Tour